# Trevor Chan’s Capitalism II
Trevor Chan’s Capitalism II (сокр. Capitalism II, с англ. — «Капитализм Тревора Чана II») — компьютерная игра в жанре экономического симулятора рыночной экономики, разработанная Enlight и изданная Ubisoft для Windows в 2001. Является сиквелом Capitalism.

## Игровой процесс

Игровой процесс Capitalism II

Игра поддерживает мультиплеер, в котором до 7 игроков управляют конкурирующими корпорациями.

## Восприятие
| Сводный рейтинг       | Сводный рейтинг |
| Агрегатор             | Оценка          |
| --------------------- | --------------- |
| GameRankings          | 81,20 %         |
| Metacritic            | 82/100          |
| Иноязычные издания    |                 |
| Издание               | Оценка          |
| CGM                   | [ 7 ]           |
| CGW                   | [ 8 ]           |
| GameSpot              | 8,5/10          |
| GameSpy               | 83/100          |
| GameZone              | 8,0/10          |
| IGN                   | 9,0/10          |
| Jeuxvideo.com         | 14/20           |
| PC Gamer (US)         | 80 %            |
| PC Zone               | 52/100          |
| Русскоязычные издания |                 |
| Издание               | Оценка          |
| Absolute Games        | 85 %            |
| «Игромания»           | 7,5/10          |
| «Страна игр»          | 7,5/10          |
| Награды               |                 |
| Издание               | Награда         |
| Absolute Games        | «Наш выбор»     |

Согласно Metacritic, Trevor Chan’s Capitalism II получила «в основном положительные отзывы» от критиков. Стив О’Хэган из PC Zone пишет: «Это компетентный симулятор, но его главной ошибкой является тема. […] Карл Маркс, вероятно, вращается в гробу при виде людей, играющих в это, хотя и он согласится с уроком [извлекаемым из игры]: Капитализм почти ничем не награждает [игрока]».
Игровой процесс получил в целом положительные отзывы. Так, критики из CGM, CGW и GameSpot пишут о высокой глубине геймплея. Владимир Горячев из AG.ru хвалит игру за нововведённые одиночные миссии, имеющие прогрессивный уровень сложности и заставляющие игрока оценивать все условия, в которых он оказывается; при этом Владимир отмечает низкое разнообразие товаров и невозможность изменить разрешение. Станислав Шульга из «Игромании» пишет о некоторых проблемах игры с экономической точки зрения: по его мнению энергоносители и драгметаллы не должны являться сырьём, а также игре не хватает энергетического и транспортного секторов экономики. Виктор Переступкин из «Страны игр» критикует Capitalism за отсутствие противостояний между корпорациями и работниками, профсоюзами и радикалами, так как он считает: «Хорошая игра должна быть построена в первую очередь на конфликте». Барри Бренесал из американского PC Gamer хвалит игру за введение многопользовательского режима игры.
Критики описывают визуальную часть Capitalism II как среднюю: Станислав Шульга из «Игромании» отмечает заметные улучшения по сравнению с первой частью, а Крейг Уэссел из GameSpy — то, что графика не является важнейшей составляющей экономического симулятора. Джейсон Бейтс из IGN сравнивает визуальную составляющую с SimCity 2000.

## Комментарии и примечания

### Комментарии
1. ↑  Стив имеет в виду и экономическую систему, и сам Capitalism II.